# Marta Zaborowska
Marta Zaborowska – polska pisarka współczesna, autorka powieści kryminalnych i thrillera psychologicznego.

## Życiorys
Pochodzi z Łomży. Z wykształcenia jest politologiem, zawodowo związana jest z jedną z międzynarodowych instytucji finansowych. Jest miłośniczką książek i stylu pisania Agathy Christie, królowej brytyjskiej powieści kryminalnej. Pod wpływem jej twórczości zaczęła pisać kryminały.
Zadebiutowała jako pisarka w 2013 książką Uśpienie, która odniosła duży sukces wydawniczy i doczekała się kontynuacji, książek Rajskie ptaki i Gwiazdozbiór (powieść otrzymała w 2016 nominację do Nagrody Wielkiego Kalibru, przyznawanej autorom najlepszych polskojęzycznych powieści kryminalnych lub sensacyjnych). Główną bohaterką tych powieści jest policjantka Julia Krawiec, samotna matka cierpiąca na alkoholizm. Cykl składa się z sześciu tomów, kolejnymi są Czarne ziarno, Bez powrotu i Debiutantka.

## Publikacje książkowe[3][4]
- Uśpienie (2013), cykl Julia Krawiec tom I
- Rajskie ptaki (2014), cykl Julia Krawiec tom II
- Gwiazdozbiór (2015), cykl Julia Krawiec tom III
- Jej wszystkie śmierci (2017)
- Lęki podskórne (2019); thriller psychologiczny
- Czarne ziarno (2020), cykl Julia Krawiec tom IV
- Bez powrotu (2021), cykl Julia Krawiec tom V
- Debiutantka (2022), cykl Julia Krawiec tom VI, Wydawnictwo Czarna Owca[5]
- Sześć powodów, by umrzeć (2024), Wydawnictwo Czarna Owca[6]